# Gouvernement provisoire de Judée
 (juillet 2020).
66–68
Le Gouvernement provisoire de Judée est une entité éphémère qui régit de facto la Judée, créée en l'an 66 par les forces rebelles judéennes des parties pharisienne et sadducéenne et visant à gouverner l'État judéen. Le gouvernement a fonctionné jusqu'au siège du Temple des Zélotes en 68, lorsque la plupart de ses dirigeants ont été massacrés dans la lutte inter-rebelle.

## Histoire

### Formation

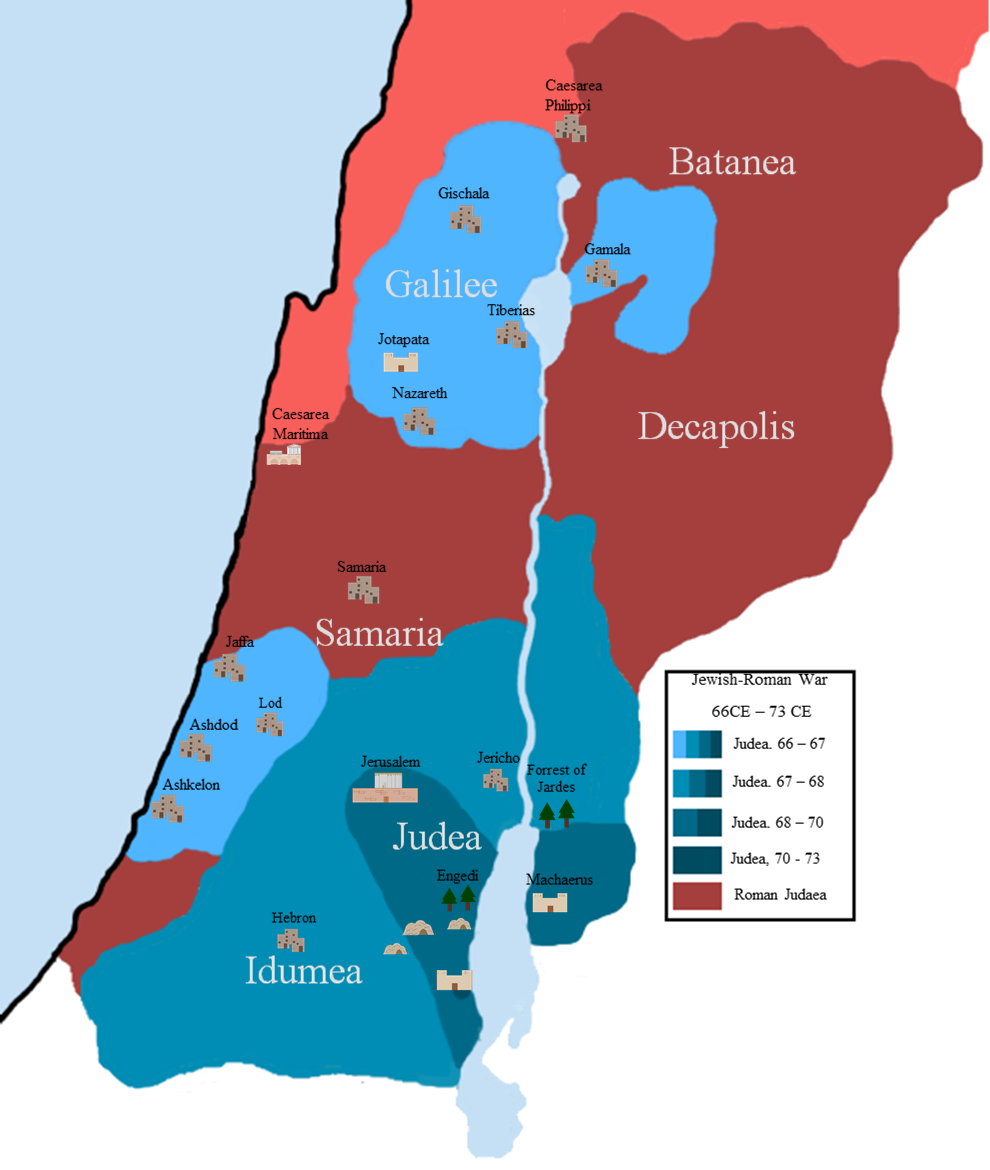
Carte de l'évolution du territoire détenu par les forces juives pendant la révolte.

Après la défaite de Gallus à Beth Horon en 66, l'Assemblée populaire a été convoquée sous la direction spirituelle de Shimon ben Gamliel et ainsi le gouvernement provisoire de Judée fut formé à Jérusalem. Ananus ben Ananus, l'ancien grand prêtre d'Israël, a été nommé l'un des chefs du gouvernement et a commencé à renforcer la ville, Josué ben Gamla jouant également un rôle de premier plan. Yossef ben Matityahou a été nommé commandant de Galilée et du Golan, tandis que Yossef ben Shimon a été nommé commandant de Jéricho. Jean l'Issène est nommé commandant de Jaffa, Lydda, Ammeus-Nikopolis et toute la région de Tamna. Eleazar ben Hanania a nommé le commandant conjoint à Edom avec Joshua ben Zafia, avec Niger le Péréen le héros de guerre pendant la campagne de Gallus sous leur commandement. Menassé a été nommé pour Perea et Yohanan ben Hananiya à Gophna et Acrabetta. 

### Monnaie

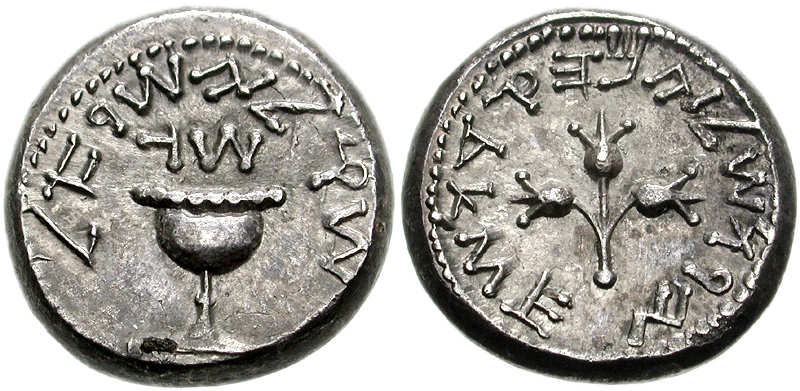
Une pièce émise par les rebelles en 68, note alphabet paléo-hébreu. Avers : « Shekel, Israël. Année 3. ». Revers : « Jérusalem la Sainte ».

Selon Cecil Roth, le nouveau gouvernement a commencé presque immédiatement à frapper des pièces en argent qui, bien qu'elles ne se « distinguent ni dans la conception ni dans l'exécution », étaient d'une importance symbolique dans la lutte pour l'indépendance, car elles étaient dépourvues du nom, de l'année du règne et de l'image de l'empereur romain et parce qu'ils étaient en argent. La frappe de monnaies en argent était le privilège des monnaies impériales ; les pièces de bronze que les provinces étaient autorisées à frapper étaient un symbole de l'assujettissement des provinces à Rome. Il existe un large accord scientifique selon lequel les pièces émises par le gouvernement de Judée pendant la révolte utilisent une écriture hébreuse archaïque et des symboles juifs, dont des bourgeons de grenade, des loulavs, des etrogs et des expressions comprenant « Shekel d'Israël » et « La Liberté de Sion » (חרות ציון, Herut Zion) en tant que déclarations politiques destinées à rallier le soutien à l'indépendance. 

### Dissolution
Le gouvernement provisoire est devenu obsolète en 68, lorsque les conflits inter-rebelles ont conduit au meurtre de la plupart des membres du gouvernement. Selon l'historien Flavius Josèphe, Ananus a incité le peuple à se soulever contre les Zélotes qui contrôlaient le Temple. Les forces d'Ananus ont assiégé les Zélotes qui tenaient le Temple. Lorsque Jean de Gischala a amené les Zélotes à croire qu'Ananus avait contacté le général romain Vespasien pour obtenir de l'aide pour reprendre le contrôle de tout Jérusalem, les Zélotes, poussés au désespoir, ont demandé aux Édomites (Iduméens) de l'aide pour empêcher la livraison de la ville au Romains. Lorsque les Édomites sont arrivés, les Zélotes leur ont ouvert les portes de Jérusalem et les Édomites ont massacré les forces de ben Hanan (Ananus ben Ananus), le tuant également. 
Après avoir libéré les Zélotes du Temple, les Edomites et les Zélotes massacrèrent le peuple. Des restes du gouvernement rebelle ont convoqué la faction paysanne dirigée par Simon Bar Giora à Jérusalem, afin de s'opposer aux zélotes déchaînés. Alors que le charismatique Bar Giora a repris une grande partie de la ville, il n'a pas tenté de restaurer le gouvernement, mais plutôt de gouverner par lui-même d'une manière despotique. Des combats acharnés entre les factions zélotes et Bar Giora se sont poursuivis jusqu'au siège romain de 70. 

## Reconnaissance
Le gouvernement rebelle de Judée n'a été reconnu à aucun moment par l'Empire romain et jouit en fait d'une reconnaissance limitée parmi les factions rebelles. Le gouvernement rebelle basé à Jérusalem avait peu d'autorité en Galilée, où les habitants n'étaient pas satisfaits du fait que Joseph Ben Matityahou, un non local, ait été nommé commandant régional, marginalisant Jean de Gischala et Juste de Tibériade, qui ont rejeté son autorité. De plus, les Zélotes, la paysannerie et la plupart des factions iduméennes basées en Judée n'ont jamais été sous le contrôle direct du gouvernement. Le Royaume d'Adiebene lui a cependant fourni un soutien direct, en envoyant des fournitures importantes et quelque 500 hommes armés pour le soutenir. 

## Conséquences
Jérusalem est restée en grande partie sous le contrôle des Zélotes jusqu'en l'an 70, date à laquelle elle a été pillée par Rome. 